# Бојан Полак
Бојан Полак — Стјенка (Ормож, код Птуја, 28. новембар 1919 — Љубљана, 4. јул 2004), учесник Народноослободилачке борбе, генерал-мајор ЈНА, амбасадор и друштвено-политички радник СФРЈ и Социјалистичке Републике Словеније и народни херој Југославије.

## Биографија
Рођен је 28. новембра 1919. године у Орможу, код Птуја. Његов отац Франц је био чиновник, а након пресељења породице у Љубљану 1926. године, радио је у Градској управи. За време рата је био затворен у логору Дахау, где је умро.
Oсновну школу и гимназију, Бојан је завршио у Љубљани. За време школовања је био члан „Сокола”, јер је био васпитан у националистичком духу. Када је породица запала у материјалне тешкоће, морао је да се сам издржава давањем допунских часова деци. Тада је почео да критички размишља о односима у друштву, а већ тада је имао контакте са левичарима и симпатизерима Комунистичке партије Југославије (КПЈ), али се није укључивао у партијски рад.
Након одслужења војног рока у Ђачком батаљону у Сарајеву, где је постао резервни пешадијски потпоручник, а на војној вежби се оспособио за водника митраљеског вода. Током служења војног рока у Југословенској војсци, дошао је у додир с војницима-комунистима и преко њих се, након повратка у Љубљану, као студент Техничког факултета, ангажовао у раду у Академском клубу, којим су руководили студенти-комунисти. До почетка Априлског рата је завршио два семестра.

### Народноослободилачка борба
После окупације Југославије је напустио студије и запослио се као физички радник у хемијској фабрици, а потом на железничкој станици у Љубљани. Убрзо након формирања Освободилне фронте (словен. Osvobodilna fronta Slovenije), постао је њен члан и у октобру 1941. године затражио да га, као резервног официра, пошаљу у партизане. Почетком децембра је добио дозволу за одлазак, али је морао да се врати, јер су везе биле проваљене. Поново је покушао, и стигао у партизане 1. јануара 1942. године. Истог месеца је био примљен у чланство Комунистичке партије Југославије (КПЈ).
Убрзо по доласку у партизане, 10. јануара 1942. године постао је командир вода у батаљону „Љубо Шерцер”, а 22. јануара заменик командира чете. Средином фебруара је био постављен за команданта полубатаљона. Кад су Италијани, 18. марта 1942, напали партизански логор, успешно се с јединицом пробио кроз обруч и нанео нападачима губитке. У априлу 1942. је као командант Јужнодолењског батаљона деловао на терену око Кочевја. Крајем истог месеца је био постављен за команданта Нотрањског одреда. За успехе одреда, којим је командовао, био је похваљен 16. маја 1942. године, а Алеш Беблер, политички комесар Треће групе одреда, га је 17. јула 1942. године у извештају Главном заповедништву СНОВ и ПОС навео као „најталентованијег команданта”.
Крајем јула 1942. године је био постављен је за команданта Треће групе одреда, са којима је успешно руководио у време италијанске офанзиве на сектору Нотрањске. У октобру 1942, кад је укинута Трећа група одреда, постао је командант новоформиране Друге словеначке ударне бригаде „Љубо Шерцер”. Са овом бригадом се истакао у многим борбама, као и у уништавању белогардистичких упоришта по селима. Бригада је, због напада јаких непријатељских јединица, скоро целу зиму 1942/43. провела у шуми, па се Бојан крајем јануара 1943. године тешко разболео.
Након оздрављења, вратио се у бригаду, али је тада дошао у сукоб са једним претпостављеним старешином, који је непознавајући прилике у Словенији, издао наређење да бригада, по чистини и снегу, јуриша узбрдо на јако утврђено белогардистичко упориште. Бојан је тада одбио да изврши ово наређење, не желећи да буде командант бригаде коју треба да поведе у самоубиство. Због његове одлучности, напад није извршен, а он је остао командант бригаде. У време офанзиве партизанских бригада у Сухој крајини, његова бригада није постигла успех у нападу на Корињ, па је Бојан заједно с групом бомбаша кренуо у напад на бункер. Тада је био тешко рањен и дуго је морао да се лечи.
После капитулације Италије, септембра 1943. године био је кратко време командант места Долењске Топлице, али се због незацељене ране убрзо морао вратити у болницу. Новембра 1943. је постао начелник Оперативног одељења Главног штаба НОВ и ПО Словеније, а марта 1944. године командант Словеначке дивизије Војске државне безбедности (ВОС), која је, крајем године, постала Друга словеначка дивизија Корпуса народне одбране Југославије (КНОЈ).

### Послератни период
Након ослобођења Југославије, наставио је војну каријеру у Југословенској народној армији (ЈНА). Завршио је Вишу артиљеријску војну академију у Москви 1948, а 1957. године је демобилисан и преведен у резерву у чину генерал-мајора ЈНА. Тада је постао члан Извршног већа Народне скупштине НР Словеније и помоћник Републичког секретара, а затим и Републички секретар за саобраћај. Од 1964. до 1968. године је био амбасадор СФРЈ у Немачкој Демократској Републици (ДДР). Године 1968. је био постављен за начелника Штаба, а наредне године за командант Републичког штаба Општенародне одбране СР Словеније (претходница Територијалне одбране). Ову дужност обављао је до новембра 1973. године.
Чин потпуковника је добио 1943, пуковника 1945, а у чин генерал-мајора је унапређен 1953. године.
На Четвртом (1959) и Шестом (1968) конгресу СКС је био биран за члана Централног комитета Савеза комуниста Словеније, где је био члан Комисије ЦК СКС за општенародну одбрану. Биран је за посланика Већа народа Савезне скупштине СФРЈ.
Од 1983. до 1984. године је обављао дужност председника Савезног одбора СУБНОР-а Југославије, а од 1982. до 1983. и од 1988. до 1990. године је био на дужности председника Републичког одбора СУБНОР-а Словеније.
Умро је 4. јула 2004. године у Љубљани.
Носилац је Партизанске споменице 1941. и других југословенских одликовања, међу којима су — два Ордена за храброст, Орден ратне заставе, Орден Републике са златним венцем, Орден братства и јединства првог реда, Орден рада са црвеном заставом, Орден за војне заслуге првог реда и Орден партизанске звезде другог реда. Орденом народног хероја је одликован 13. септембра 1952. године. Од иностраних одликовања, истичу се источно-немачки Орден заставе рада другог реда, совјетска медаља за 40 година од победе у Великом Отаџбинском рату 1941—1945. године и италијанска медаља „Гарибалди”.